# فردی آگیلار
فردی آگیلار (به انگلیسی: Freddie Aguilar) (زادهٔ ۵ فوریه ۱۹۵۳) با نام اصلی فردیناند پاسکوال آگیلار (به انگلیسی: Ferdinand Pascual Aguilar) یک موسیقی‌دان، ترانه‌نویس و خوانندهٔ موسیقی فولک و راک فیلیپینی است. آگیلار در اواخر دههٔ ۱۹۷۰ با ترانهٔ "Anak" که معادل فیلیپینی «فرزند» می‌باشد به شهرت داخلی و جهانی دست یافت. آهنگ بعدی او که با توجه به اشغال فیلیپین توسط آمریکا و فضای سیاسی حاکم در آن دوران ساخته شد "Bayan Ko" به معنی «کشور من» نام داشت که نه تنها شهرت بیشتری را برای آگیلار در داخل به همراه آورد، بلکه به عنوان سرود و ترانهٔ اعتراضی مخالفین فردیناند مارکوس در راهپیمایی‌های غیر خشونت‌آمیز آنان که با نام انقلاب قدرت مردم شناخته می‌شد علیه حکومت دیکتاتوری او در ۱۹۸۶ برگزیده شد.

## زندگینامه
فردی آگیلار با نام کامل فردیناند پاسکوال آگیلار در پنجم فوریه ۱۹۵۳ در استان ایزابلای فیلیپین زاده شد. پدرش در دوران تحصیل او مایل بود تا فرزندش وکیل شود اما فردی در ۱۸ سالگی ترک تحصیل و خانواده نمود و در حالیکه تنها گیتارش را به همراه داشت به نقاط دور دست سفر نمود. ولی چند سال بعد به اشتباه خود پی برد و تصمیم به بازگشت گرفت. او برای معذرت‌خواهی از پدر و مادرش آهنگی را با نام "Anak" که در زبان تاگالوگی به معنای فرزند می‌باشد را ساخت و تقدیم آنان نمود.
در ۱۹۷۸  اولین دورهٔ فستیوال آهنگ متروپاپ که مسابقه‌ای برای آهنگسازان و ترانه‌نویسان آماتور و حرفه‌ای موسیقی پاپ بود در مانیل برگزار شد. فردی آگیلار که خود ترانه‌نویس، آهنگساز، خواننده و نوازنده بود و تا پیش از این برای نیروهای نظامی آمریکایی مستقر در فیلیپین به اجرای ترانه می‌پرداخت، با آهنگ «فرزند» (به فیلیپینی: Anak)در این فستیوال شرکت نمود. او که تا آن زمان تقریباً ناشناخته بود با اجرای این آهنگ فولک که به رابطه والدین و فرزندان می‌پردازد ناگهان به شهرت رسید  و Anak به یکی از پرفروش‌ترین‌های تاریخ موسیقی فیلیپین بدل شد. حتی مقبولیت این ترانه به آنجا رسید که از مرزهای داخلی نیز فراتر رفته و شهرتی جهانی را در دههٔ ۱۹۸۰ برای آگیلار به همراه آورد و ۵۴ بازخوانی مجدد به ۱۴ زبان مختلف از آهنگ «فرزند» صورت گرفت.
نسخه بیکلام این ترانه از جمله محبوب‌ترین ترک‌های پخش شده از رادیو پیام است.
فردی آگیلار که از معترضین به سیاست‌های مارکوس، رئیس جمهور وقت فیلیپین بود، چند ترانه از جمله Katarungang و Bayan Ko را علیه او نوشت. "Bayan Ko" که به معنای کشور من می‌باشد نه تنها باعث شهرت بیشتر فردی آگیلار شد، بلکه از سوی مخالفین مارکوس نیز که با استفاده از روش‌های غیر خشونت‌آمیزی همچون راهپیمایی‌های گستردهٔ سال ۱۹۸۶ موسوم به انقلاب قدرت مردم، اعتراض خود را نسبت به او اعلام می‌داشتند برگزیده شد و مورد استفاده قرار گرفت.
فردی آگیلار هنوز در فیلیپین زندگی می‌کند و به اجرای آهنگ می‌پردازد.
او همچنین در ژانویه ۲۰۰۸، جایزهٔ ستارهٔ آسیا (به انگلیسی: Asia Star Award) را از جشنوارهٔ جوایز مدل‌های آسیایی کره دریافت داشته‌است.